# Euphorbia septemsulcata
Euphorbia septemsulcata är en törelväxtart som beskrevs av Friedrich Vierhapper. Euphorbia septemsulcata ingår i släktet törlar, och familjen törelväxter.
Artens utbredningsområde är Socotra. Inga underarter finns listade i Catalogue of Life.